# Carl Axel Brolén
Carl Axel Brolén, född 14 juni 1845 i Sala stadsförsamling, Västmanlands län, död 26 juni 1939 i Uppsala församling, Uppsala län, var en svensk latinist och skolman. Han var far till Nils Brolén.

## Biografi
Brolén blev filosofie doktor vid Uppsala universitet 1872 på avhandlingen De elocutione A. Cornelii Celsi, och blev samma år docent. Han var därefter lärare åt kronprins Gustaf 1872–1876 och för arvfurstarna 1872–1880. Brolén blev lektor i Gävle 1880, rektor vid Västerås högre allmänna läroverk 1883 och vid Uppsala högre allmänna läroverk 1899–1911. Brolén utgav bland annat Senecas Valda skrifter (1883) och Om Alströmerska brefsamlingen i Upsala universitetsbibliotek (1917). Han är begravd på Uppsala gamla kyrkogård.

## Utmärkelser
- Konung Oscar II:s och Drottning Sofias guldbröllopsminnestecken, 1907.[5]
- Konung Oscar II:s jubileumsminnestecken, 1897.[5]
- Konung Gustaf V:s jubileumsminnestecken med anledning av 70-årsdagen, 1928.[6]
- Kommendör av andra klassen av Nordstjärneorden, 10 december 1928.[7]
- Riddare av Nordstjärneorden, 1890.[8]
- Riddare av första klassen av Badiska Zähringer Löwenorden, senast 1885.[9]